# Mnemosyne hirta
Mnemosyne hirta är en insektsart som beskrevs av Melichar 1904. Mnemosyne hirta ingår i släktet Mnemosyne och familjen kilstritar. Inga underarter finns listade i Catalogue of Life.